# وضعية فاولر

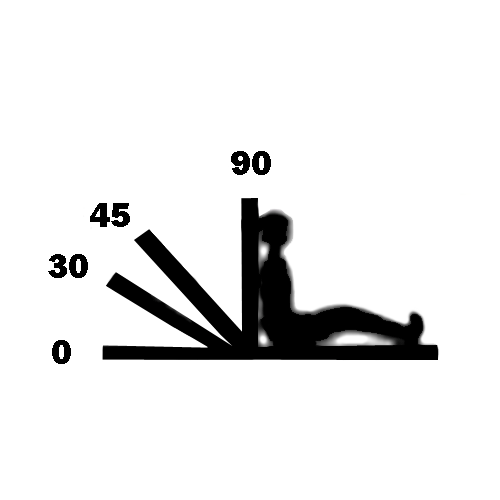
أنواع وضعيات فاولر

وضعية فاولر (بالإنجليزية: Fowler's position)‏، هي وضعية معيارية للمريض حيث يجلس المريض في وضع جلوس شبه مستقيم (45-60 درجة) وقد يثني  ركبتيه أو يجعلها مستقيمة. وهو تدخل يُستَخدم لتعزيز الأكسجة عن طريق وضع المريض في وضعية تسمح بتوسع الصدر لأقصى حد ممكن، ويُوضع المريض بهذه الوضعية غالباً خلال حالات الضائقة التنفسية. تساعد وضعية فاولر على ارتخاء عضلات البطن، مما يساهم بتحسن التنفس.

## الحالات المُستخدمة
- في المرضى والرضع الغير قادرين على الحركة، تخفف وضعية فاولر من ضغط الصدر الذي يحدث بسبب الجاذبية.
- يستخدم للنساء بعد النفاس، لتحسين تصريف الرحم.
- يستخدم لدى الرضع الذين لديهم أعراض ضائقة تنفسية.
- تزيد وضعية فاولر من الراحة أثناء الأكل وممارسة الأنشطة الأخرى.
- عند وضع التنبب الأنفي المعدي، حيث يقلل من خطر الارتشاف.

## أنواع وضعية فاولر
- وضعية فاولر المنخفضة، وهي عندما يتم وضع مقدمة السرير بين 15-30 درجة.
- وضعية فاولر الجزئية، بين 30-45 درجة.
- وضعية فاول المعيارية، بين 45-60 درجة.
- وضعية فاولر المرتفعة، بين 60-90 درجة.

## التسمية
سميت نسبةً إلى الجراح الأمريكي جورج رايرسون فاولر (1906-1848)، الذي رأها كطريقة لخفض معدل الوفيات من التهاب الصفاق. حيث أدى تراكم المواد القيحية إلى حدوث صدمة إنتانية، في حين يمكن تصريف خراجات الحوض عن طريق المستقيم.

## روابط خارجية
- Diagram